# Isse Samie
Ismail "Isse" Samie, 1965 i Kuwait är en svensk talangscout och musiker.
Han flyttade till Sverige år 1967 och på 1980-talet var han medgrundare och trummis i  garagerockgruppen "The Backdoor Men".
I slutet av 1980-talet flyttade han till Göteborg och blev talangscout på Dolores Recordings, där han skulle bli en av Sveriges mest inflytelserika A&R:s. Bland Dolores inspelningar under 1990-talet kan nämnas Broder Daniel, Caesars, Lykke Li, The Soundtrack of Our Lives och Bad Cash Quartet. Isse lyckades återuppliva Dolores och förvandla det till ett namn som alla kände till. Han återupplivade musikscenen och skapade oförglömliga upplevelser för både artister och publik, i Dolores egen skivaffär och klubbar som Lolita, Gump och Soulastatic. Dolores förvärvades av 
Virgin Records omkring 1999-2000 köpte och förvandlades till ett publikt skivbolag för massorna.
Efter tiden på Dolores började Isse  att arbeta på Stranded, en del av Universal, där han arbetade med artister som Hurula, Graveyard, Jerry Williams, Håkan Hellström, GOAT, Deportees och flera andra stora namn inom den svenska musikscenen. 
År 2014 grundade Isse tillsammans med några av sina kollegor det svenska skivbolaget Woah Dad!. Många av de artister han arbetat med som A&R på UMG följde med till det nya bolaget. Han lämnade Woah Dad! 2018 och lanserade  Busy Bee Productions.